# Arnd Wiedemann
Arnd Wiedemann (* 2. Februar 1962 in Mülheim an der Ruhr) ist ein deutscher Betriebswirtschaftler.

## Leben und Ausbildung
Arnd Wiedemann wurde in Mülheim an der Ruhr geboren als Sohn der Eheleute Renate und Heinz Wiedemann. Nach dem Abitur an der Karl-Ziegler-Schule seiner Heimatstadt (1981) studierte er von 1982 bis 1987 Betriebswirtschaftslehre an der Westfälischen Wilhelms-Universität in Münster. Anschließend arbeitete er bis 1990 als Wissenschaftlicher Mitarbeiter am dortigen Institut für Kreditwesen und bis 1998 ebenfalls als Wissenschaftlicher Mitarbeiter am Wirtschaftswissenschaftlichen Zentrum der Universität Basel. Dort wurde er 1992 mit einer Arbeit zu dem Thema „Verbundstrategie für Kreditgenossenschaften“ zum Dr. rer. pol. promoviert; 1997 habilitierte er sich ebenfalls in Basel mit dem Thema „Die Passivseite als Erfolgsquelle - Zinsmanagement in Unternehmen“.

## Wirken
Seit 1998 ist Wiedemann als Professor für Betriebswirtschaftslehre an der Universität Siegen Inhaber des Lehrstuhls für Finanz- und Bankmanagement.
Im Jahr 2001 gründete er in Siegen ein Beratungsunternehmen für Kreditinstitute, deren Verbände und Industrieunternehmen, die „ccfb Prof. Dr. Wiedemann Consulting GmbH & Co. KG“, deren Alleingesellschafter er ist.
Seit 2003 ist er Herausgeber der Schriftenreihe „ccfb – competence center finanz- und bankmanagement“.